# Municipio de Conneaut (condado de Erie)
El municipio de Conneaut (en inglés: Conneaut Township) es un municipio ubicado en el condado de Erie en el estado estadounidense de Pensilvania. En el año 2000 tenía una población de 3.908 habitantes y una densidad poblacional de 35 personas por km².

## Geografía
El municipio de Conneaut se encuentra ubicado en las coordenadas 41°52′00″N 80°21′59″O / 41.86667, -80.36639.

## Demografía
Según la Oficina del Censo en 2000 los ingresos medios por hogar en la localidad eran de $35,682 y los ingresos medios por familia eran de $38,421. Los hombres tenían unos ingresos medios de $32,391 frente a los $21,957 para las mujeres. La renta per cápita de la localidad era de $7,971. Alrededor del 11,1% de la población estaba por debajo del umbral de pobreza.